# Nomeansno
Nomeansno, également stylisé NoMeansNo, est un groupe de punk hardcore canadien, originaire de Victoria, en Colombie-Britannique. Le groupe est formé en 1979 par les frères Rob (basse, chant) et John Wright (batterie, claviers, chant). Rob Wright est le principal compositeur et parolier du groupe.
Le nom « Nomeansno » (« Non, c'est non », ou « Non veut dire non ») est tiré d'une campagne contre le viol. Au départ, le groupe emprunte au rock progressif et au jazz autant qu'au punk rock, ce qui fait que leur musique est parfois qualifiée de jazz-punk. On attribue parfois à Nomeansno une influence déterminante sur la naissance du math rock. Après des enregistrements en duo basse/batterie, en 1983, Andy Kerr (guitare, chant) rejoint le groupe sous le pseudonyme de « Buttercup » ou sous celui de « None of your fucking business ». Il quitte le groupe en 1991. Après un album en duo (Why Do they Call Me Mr. Happy?) les frères Wright embauchent le guitariste Tom Holliston.
Sans avoir jamais bénéficié d'un succès grand public, Nomeansno est suivi par une importante base de fans. Le groupe a été produit et distribué par le label Alternative Tentacles jusqu'en 2002 (sauf un live en co-distribution avec De Konkurrent), puis par Southern Records et leur label personnel, Wrong Records. Tom Holliston annonce son départ du groupe en août 2016. Un mois plus tard, le 24 septembre, John Wright annonce la retraite officielle du groupe.

## Biographie

### Débuts (1979–1988)
En 1979, à 25 ans, Rob Wright revient chez lui à Victoria après ses études à Calgary. Son petit frère, John, de huit ans son cadet, joue dans un groupe de jazz scolaire. Ils tomberont dans punk rock après avoir vu D.O.A. jouer à l'Université de Victoria. Les deux s'entrainent chez leurs parents en 1979 et prennent le nom de Nomeansno, issu d'un slogan anti-viol. Ils joueront avec un cover band local appelé Castle.
Nomeansno enregistre dans les mois qui suivent avec un enregistreur TASCAM, aux côtés de Rob à la basse et à la guitare électrique, John aux claviers et à la batterie, et les deux frères au chant. Certaines de ces chansons seront incluses dans des vinyles, le single Look, Here Come the Wormies et l'EP Betrayal, Fear, Anger, Hatred en 1981. Les frères se lancent comme duo de bass-and-drums scénique en 1981. Certaines chansons qu'ils jouaient à l'époque sont incluses dans l'album Mama sorti en 1982. Cette même année, John Wright joue avec le groupe local Infamous Scientists.
The Infamous Scientists se séparent, et leur guitariste Andy Kerr se joint à Nomeansno en 1983,,. Kerr amène au groupe une sonorité punk hardcore créant une tonalité de guitare buzz-saw jouée avec un amplificateur Fender Bassman et un haut-parleur P.A. L'EP You Kill Me, publié en 1985 sur le label Undergrowth Records se caractérise par un son plus sombre et expérimental et comprend une reprise de Manic Depression de Jimi Hendrix.
Initialement distribué par le label montréalais Psyche Industry Records, le groupe publie son deuxième album et premier avec Kerr, Sex Mad. L'album pousse encore plus lon la sonorité expérimentale et progressive, comme avec le single Dad, un succès mineur. En 1988, le groupe publie deux autres albums enregistrés aux côtés du producteur Cecil English : The Day Everything Became Nothing, un EP, et l'album Small Parts Isolated and Destroyed. Alternative Tentacles compilera les deux en single CD, The Day Everything Became Isolated and Destroyed.

### Wronget0 + 2 = 1(1989–1992)

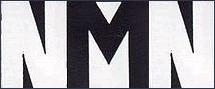
TLe logo du groupe sur l'album Wrong.

Après quelques problèmes de cordes vocales, Rob Wright se met à la guitare solo. En 1989, leur quatrième album, Wrong, est publié et bien accueilli par la presse spécialisée,,. La tournée qui s'ensuivit est documentée dans l'album live Live + Cuddly enregistré en Hollande, en 1990. John Wright rapporte vers 1990 que le groupe en était tellement lucratif « qu'on avait pas besoin de vivre de nos boulots. »
Le groupe publie un LP collaboratif avec Biafra, The Sky Is Falling and I Want My Mommy, en 1991. Peu après, ils publient 0 + 2 = 1, leur cinquième album et dernier avec Kerr. Kerr se sépare après la tournée du groupe et part vivre aux Pays-Bas. Il publiera deux LPs avec Hissanol (une collaboration avec Scott Henderson de Shovelhed) et un album solo en 1997, puis forme le duo Two Pin Din avec Wilf Plum des Dog Faced Hermans en 2005.

### Nouveaux albums et projets parallèles (1992–1999)
Les frères Wright commencent à se concentrer sur un autre projet parallèle, The Hanson Brothers. Le nom du groupe s'inspire d'un groupe de personnages du film Slap Shot avec Paul Newman. Encouragé par Alternative Tentacles d'enregistrer un album, The Hanson Brothers publie donc Gross Misconduct en 1992.
Les frères Wright resteront actifs dans d'autres projets. Rob Wright jouera en solo sous le nom de Mr. Wrong. John Wright deviendra membres des D.O.A. pendant quelques années. Les frères lancent aussi leur propre label Wrong Records.
En 1993, les deux frères assemblent suffisamment de chansons pour un autre album des Nomeansno, intitulé Why Do They Call Me Mr. Happy? en duo. Les Wright compilent aussi Mr. Right and Mr. Wrong: One Down and Two to Go, qui comprend d'anciennes démos, des prises en studio, sur leur label Wrong Records l'année suivante. En tournée pour Why Do They Call Me Mr. Happy?, Nomeansno devient un quatuor avec le guitariste des Hanson Brothers, Holliston, et le second batteur Ken Kempster. Holliston remplace Kerr comme guitariste à plein temps, et Kempster tourne sporadiquement avec Nomeansno pendant les quatre prochaines années.
Le premier album des Nomeansno faisant participer Holliston est The Worldhood of the World (as Such), publié en 1995. Inspiré de Being and Time de Martin Heidegger dans le titre, il se caractérise par des chansons plus simples et mélodiques que ses prédécesseurs. Leur huitième album, le double-album Dance of the Headless Bourgeoisie, est publié en 1998. L'album comprend les chansons les plus longues du groupe,.

### One,All Roads Lead to Ausfahrt(2000–2006)

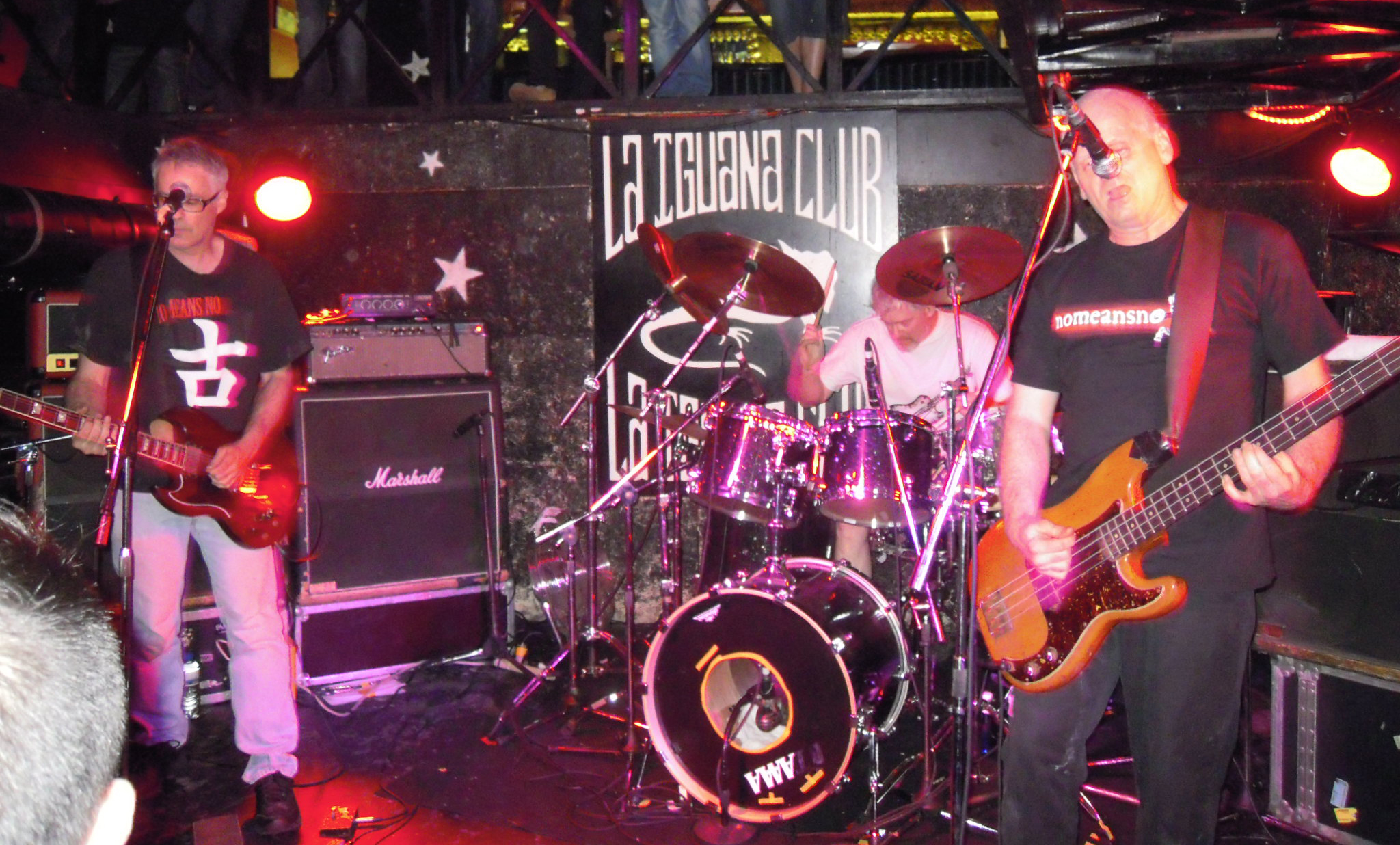
De gauche à droite : Tom Holliston, John Wright, et Rob Wright.

Le groupe publie son dernier album chez Alternative Tentacles, One, en 2000. Il comprend une reprise slow stoner rock de la chanson Beat on the Brat des Ramones et une version quinze minutes de Bitches Brew de Miles Davis accompagné de morceaux au piano électrique et de congas. Il est généralement bien accueilli par la presse spécialisée. Puis sort l'EP Generic Shame chez Wrong Records.
Le groupe quitte Alternative Tentacles en 2002, et se met progressivement à rééditer son catalogue chez Wrong et le distributeur Southern Records. Avec le nouveau batteur Ernie Hawkins, The Hanson Brothers publie un troisième album, My Game, plus tard dans l'année. Nomeansno continue de tourner, mais met six ans publier un nouvel album. Entretemps sort la compilation The People's Choice.
Leur dixième album studio, All Roads Lead to Ausfahrt, est publié le 22 août 2006 par le label AntAcidAudio aux États-Unis et au sud de l'Europe.

### Dernières années et retrait (2007–2016)
Le groupe tourne fréquemment pendant ses dernières années d'activité, mais ne publie aucun nouvel album. Le batteur du groupe Fang, Mike Branum, se joint aux Hanson Brothers en 2008. En 2010, Nomeansno publie 0 + 2 = 1 ½, puis les EP Tour EP 1 (aussi connu sous le titre Old) et Tour EP 2 (aussi connu sous le titre Jubilation). Ils continuent de jouer en 2013, et tournent avec les Hanson Brothers l'année suivante aux côtés de Byron Slack à la batterie, mais entrent en pause peu après.
Holliston continue de jouer avec Showbusiness Giants et de publier des albums en solo, tandis que John Wright s'associe à Compressorhead. Le 24 septembre 2016, John Wright annonce le retrait officiel du groupe.

## Membres

### Anciens membres
- Rob Wright – basse, chant, guitare (1979–2016)
- John Wright – batterie, chant, claviers (1979–2016)
- Andy Kerr – guitare, chant, basse (1983–1992)
- Tom Holliston – guitare, chant (1993–2016)
- Ken Kempster – batterie (1993–1997)

## Discographie

### Albums studio
- 1982 : Mama (Wrong Records)
- 1986 : Sex Mad (Psyche Industry)
- 1988 : Small Parts Isolated and Destroyed (Virus Records)
- 1989 : Wrong (Alternative Tentacles)
- 1991 : 0+2=1  (Virus Records)
- 1993 : Why Do They Call Me Mr. Happy ? (Alternative Tentacles)
- 1995 : The Worldwood of the World (as Such) (Alternative Tentacles)
- 1998 : Dance of the Headless Bourgeoisie (Alternative Tentacles)
- 2000 : One (Alternative Tentacles)
- 2006 : All Roads Lead to Ausfahrt (AntiAcidAudio)
- 2010 : 0+2=1½ (téléchargement gratuit)
- 2010 : Monkey (tour ep1 + ep2 + live) (2.0GB USB flash drive / bracelet)

### EP
- 1981 : Betrayal, Fear, Anger, Hatred
- 1985 : You Kill Me
- 1988 : The Day Everything Became Nothing
- 1990 : The Power of Positive Thinking
- 1996 : Would We Be Alive?
- 1997 : In The Fishtank #1
- 2001 : Generic Shame
- 2010 : Tour EP1
- 2010 : Tour EP2

### Albums live
- 1988 : Live at the Paradiso Amsterdam (bootleg)
- 1989 : Peel Sessions
- 1990 : Live in Warsaw (bootleg)
- 1991 : Live + Cuddly

### Compilation
- 1994 : Mr. Right and Mr. Wrong / One Down and Two to Go (Wrong Records)
- 2004 : The People's Choice

### Autres
- 1991 : The Sky Is Falling and I Want My Mommy (avec Jello Biafra)